# 太陽的女兒
《太陽的女兒》是2007年中華電視公司八點檔電視劇，製作單位澤峰科技，製作人王重正、王重光，2007年4月13日於華視主頻上檔。

## 重大變故
2007年1月26日晚間，女主角許瑋倫自台北趕往南投廬山拍攝本劇的途中，於中山高南下155.5公里（三義后里間大安溪橋段）發生嚴重車禍，經將近兩天的搶救後仍傷重不治，全劇一度被迫暫時停拍。 許瑋倫的角色由好友林韋君接演，之前許瑋倫已經拍了三集的內容則全部保留下來，劇本稍作修改，讓接演的林韋君在第四集出現。因此在修改劇本後，許瑋倫是飾演女主角罹患心臟病的時期，等到接受器官捐贈後心臟病痊癒，便赴紐西蘭出國讀書八年；這八年當中的轉換就由林韋君繼續接演下去，並在紐西蘭遇見男主角施易男。因劇本修改，許瑋倫生前已拍攝而未納入正片的片段則在1至22集片尾播出。

## 故事大綱
思嘉，尹氏企業的千金，過著優渥的生活，有著一張美麗的面容和一顆善良的心，唯獨長期被心臟痼疾所苦。映月，一個對人生抱持熱情和夢想的女孩，在與深愛男友結婚的當天，出了車禍腦死，因為曾簽了器官捐贈書，映月的心臟、腎臟、眼角膜，分別捐贈給尹思嘉、蘇慧中和尤瑪。痛失未婚妻的劭祺，為了完成和映月的約定，收拾一身的悲傷和映月的心臟移植給一個叫尹思嘉的女孩的秘密，赴法深造，一年後卻意外地在巴黎香榭大道遇見尹思嘉，並和思嘉成為男女朋友，將對映月的思念全數移植到不知情的思嘉身上。而在台灣，曾是劭祺學生的尤瑪，也一直以著純純的愛慕之情，期待哪天能重新遇見突然斷了音訊的劭祺。
八年過去了，劭祺帶著思嘉學成歸國，但劭祺的存在卻阻礙了張雯想要掌握尹家大權的計畫，為了捍衛愛情和工作，張雯不斷地鼓動姪子張俊偉去追思嘉，沒想到一向對愛情玩世不恭的俊偉卻對率直的尤瑪動了真情，而再三推託。為了完成映月的另一個夢想，劭祺鼓勵、幫助尤瑪繼續唱歌之路，也在過度頻繁的互動下，劭祺對尤瑪有了師生之情以外的感覺，同時尤瑪也很痛苦，因為他原本就喜歡劭祺，但她不能對不起思嘉。
張雯故意不上班，要讓尹承泰發現自己重要，卻弄巧成拙讓本來是去尹氏抗議的蘇慧中和尹承泰搭上線，進而發展一段若有似無的忘年之戀。不甘愛情和事業兩頭空的張雯，在思嘉和劭祺結婚當天，利用映月的弟弟胡強去行刺劭祺，卻意外將思嘉的心臟就是映月的心臟的事扯出，為了保護劭祺的尤瑪，在搶奪胡強刀子時，不小心誤傷胡強。原本就極度缺乏安全感且一直以映月為假想敵的思嘉崩潰，主動取消婚禮，進而將尤瑪出唱片一事 無限期延後。
尹承泰生氣地想告蘇宏仁違反醫德將受贈者名字流出，慧中堅信自己父親的清白和承泰產生爭執，慧中在傷心之餘，提了辭呈，張雯正得意時，卻發現承泰竟因此傷神，於是對慧中更加怨恨。而取消婚禮後的思嘉，故意向張俊偉靠攏，張雯見狀連忙撮合，尷尬的俊偉不知如何是好。另一邊，十分自責的劭祺，自我放逐，甚至想將映月的一切都燒掉，身現官司的尤瑪陪在身旁，大罵劭祺，即使映月的東西都燒光了，但在劭祺心中的映月呢？基於道義，慧中自願擔任尤瑪的辯護律師，在相互扶持的日子裡，尤瑪、劭祺和慧中奠定了深厚的友誼。但劭祺心中始終對思嘉有著愧欠，明白地告知尤瑪，即使一輩子單身，他也無法接受尤瑪。
尤瑪意外得知自己的眼睛也是映月捐贈時，震驚，平靜後尤瑪去找思嘉攤牌，將事情抖出，並將自己認識的映月講出，告訴思嘉，映月曾經說過，要像向日葵一樣永遠樂觀，如果映月知道擁有自己最重要心臟的人，是一個喜歡逃避的人，一定很不願意，在尤瑪的刺激和俊偉的鼓勵下，思嘉慢慢走出，開始運動，開始積極地重建自己的人生。突然思嘉心臟出了問題，住進醫院，劭祺趕來連夜守候，思嘉問劭祺，是不是因為捨不得這顆心臟才來？劭祺哭著說，是捨不得思嘉…，醫生宣布思嘉的心臟有惡化傾向，可能要再換心，思嘉卻拒絕，表示這顆心臟是映月留下來的，她要為映月和自己活下去。
奇蹟般的信心讓思嘉度過難關，出院後決定和劭祺聯合打造尤瑪成為巨星，思嘉的努力和深情慢慢地解開了劭祺的心防。在思嘉和劭祺的努力下，尤瑪慢慢地有了名氣，內心卻因為仍愛著劭祺而痛苦，同時痛苦的有一直等著尤瑪的俊偉…
承泰和慧中終於放下心防，接納彼此，就在這時，張雯設計承泰被殺死，奪走尹氏企業，並將一切推給慧中和尤瑪。思嘉崩潰住進了急救病房，劭祺驚覺自己已經愛上思嘉本人。這時，俊偉意外發現所有一切都是張雯主導，俊偉陷入兩難，為了保護張雯，也為了尤瑪，俊偉決定將一切扛下，向警方自首。這時尤瑪才發現那股讓自己安定的力量，其實是來自俊偉，但一切都還來得及挽救嗎？

## 演員陣容
| 演员                   | 角色   | 簡介 |  |
| 施易男                 | 康邵祺 | 本劇男主角，映月男友，身兼小學音樂老師。個性老實、溫柔體貼而有正義感，亦是思嘉愛慕的對象，初期對思嘉父親收購房舍的舉動有成見，但後來逐漸冰釋，映月因病過世後改與思嘉交往，幾經波折後終於如願和思嘉修成正果。     |  |
| 許瑋倫(2) 林韋君(4–41) | 尹思嘉 | 本劇女主角，邵祺繼任女友，罹有心臟疾病，映月過世後獲捐其心臟而重生，後與邵祺至海外留學八年，本與邵祺即將舉行婚禮，但因行刺事件及器捐之風波東窗事發而暫告一段落，她與邵祺的感情也再度面臨考驗，後與邵祺再度復合。 |  |
| 曾之喬                 | 胡映月 | 與邵祺有一段論及婚嫁的感情，因出公差而暫時寄宿阿布於山區的家中，後因車禍不幸逝世，她去世後將器官捐給了慧中、尤瑪及思嘉三人，遺愛人間。                                                                           |  |
| 金多惠(幼) 姚以緹(長)  | 尤瑪   | 思嘉摯友，映月過世後，獲捐其眼角膜，她也暗戀著邵祺，後在思嘉及邵祺的支持下成為明星，承泰被張雯暗算後亦與慧中被誣陷成兇手。                                                                                       |  |
| 周采詩                 | 蘇慧中 | 思嘉摯友，獲捐映月的腎，其父親的醫德問題及醫療糾紛深深困擾著她，後接納承泰，但也在承泰遇害後被張雯誣陷是兇手。                                                                                                   |  |
| 邱秀敏                 | 阿布   | 花蓮原住民，映月尊敬她為慈祥的老奶奶，不受承泰及張雯的金錢誘惑始終堅守自己的家園。 |  |
| 曾友德(幼) 余秉諺(長)  | 達魯   | 阿布孫子。 |  |
| 張復建                 | 尹承泰 | 思嘉父親，職業為企業家，起初被邵祺誤以為是至山區炒地皮的投機客，但後來逐漸改觀。 |  |
| 和家馨                 | 張雯   | 承泰女友，也是思嘉的阿姨，為人頗富心機及野心，但也很多愁善感，在不甘長期寂寞及被承泰冷落後，設計殺害承泰以奪取尹氏企業的經營權，並嫁禍給無辜的慧中和尤瑪，最終伏法。                                             |  |
| 姚元浩                 | 張俊偉 | 張雯姪子，起初為一花花公子，對凡事皆抱持輕浮的態度，直到認識尤瑪後才逐漸改變，劇末更一肩扛起張雯鑄下的大錯。 |  |
| 錢帥君                 | 張巧雲 | 張雯姪女。 |  |
| 吳廷宏                 | 郝佑新 | 小學校長，承泰國小同學，為人親切答禮。 |  |
| 管謹宗                 | 蘇宏仁 | 慧中父親，因對外公布映月器捐之事實而引發醫德上之爭議。 |  |
| 蔡明勳                 | 胡強   | 映月之弟，聽從張雯慫恿行刺邵祺未遂。 |  |
| 康淇                   | 陸筱婷 | 本劇路人甲。 |  |
| 邱圓芳                 | 徐碧媛 | 本劇路人甲。 |  |
| 傅雷                   | 花爺爺 | 本劇路人甲。 |  |
| 陳嘉君                 | 劉秘書 | 本劇路人甲。 |  |

## 主題曲
- 片頭曲：《光芒》

詞、曲：陳乃榮
演唱：許瑋倫
- 片尾曲：《唯一的唯一》

作詞：黃文萱
作曲、演唱：宋念宇
- 插曲：《懷念》

## 取景地
- 台北市(主要)
- 枋寮車站第一集開頭的枋寮車站月台

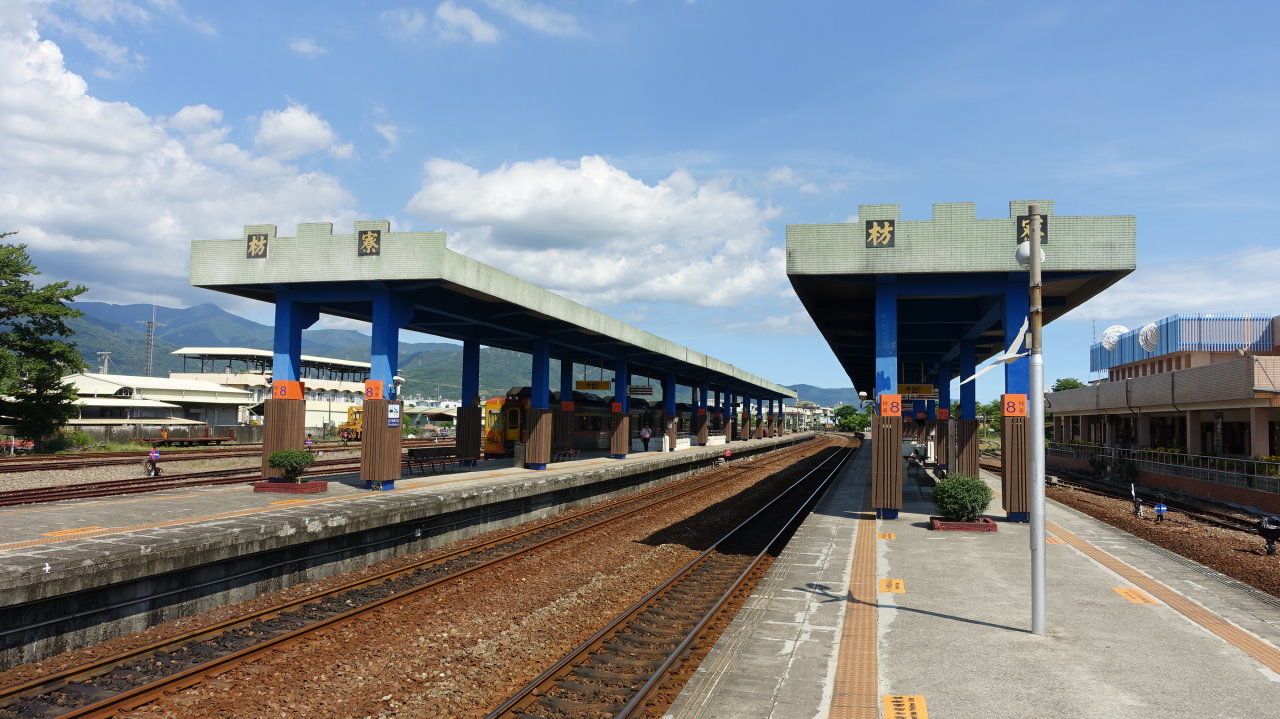
第一集開頭的枋寮車站月台

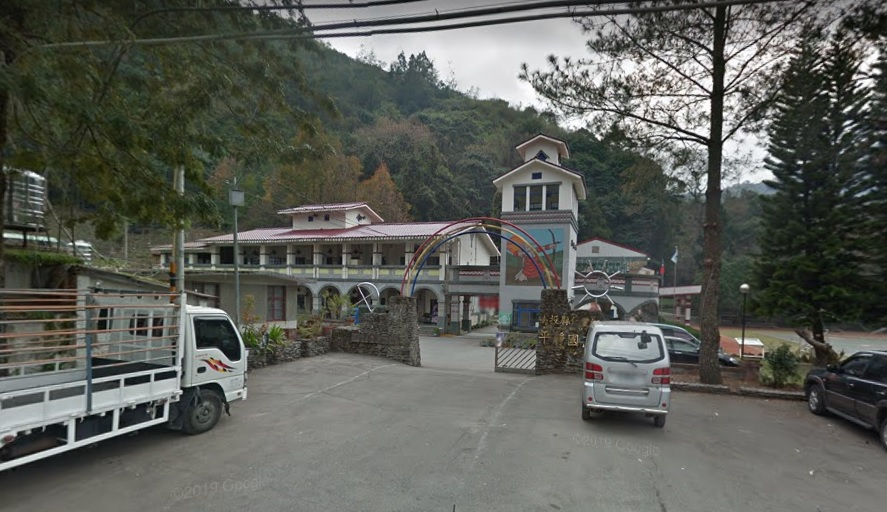
仁愛鄉菁英村平靜國小

- 南投縣仁愛鄉平靜國小(現改名為都達國小)仁愛鄉菁英村平靜國小

## 外部連結
- 官方网站－華視[永久]

## 作品的變遷
| 華視 八點劇場 每週一至週五 20:00 - 21:00              | 華視 八點劇場 每週一至週五 20:00 - 21:00   | 華視 八點劇場 每週一至週五 20:00 - 21:00 |
| ----------------------------------------------------- | ------------------------------------------ | ---------------------------------------- |
|                                                       | 太陽的女兒 （2007年4月13日－2007年6月5日） |                                          |
| 花樣少年少女（重播） （2007年3月23日－2007年4月12日） | 愛情新呼吸 （2007年6月6日－2007年6月22日） |                                          |